# الکترو-موتیو دیزل
الکترو-موتیو دیزل (انگلیسی: Electro-Motive Diesel) (EMD) یک شرکت صنایع ریلی در ایالات متحده آمریکا است که بخشی از ابرشرکت کاترپیلار محسوب می‌شود.
این شرکت در سال ۱۹۲۲ در شهر کلیولند تأسیس شده و در سال ۲۰۰۸ دارای ۳۲۶۰ پرسنل بوده‌است.

## نگارخانه

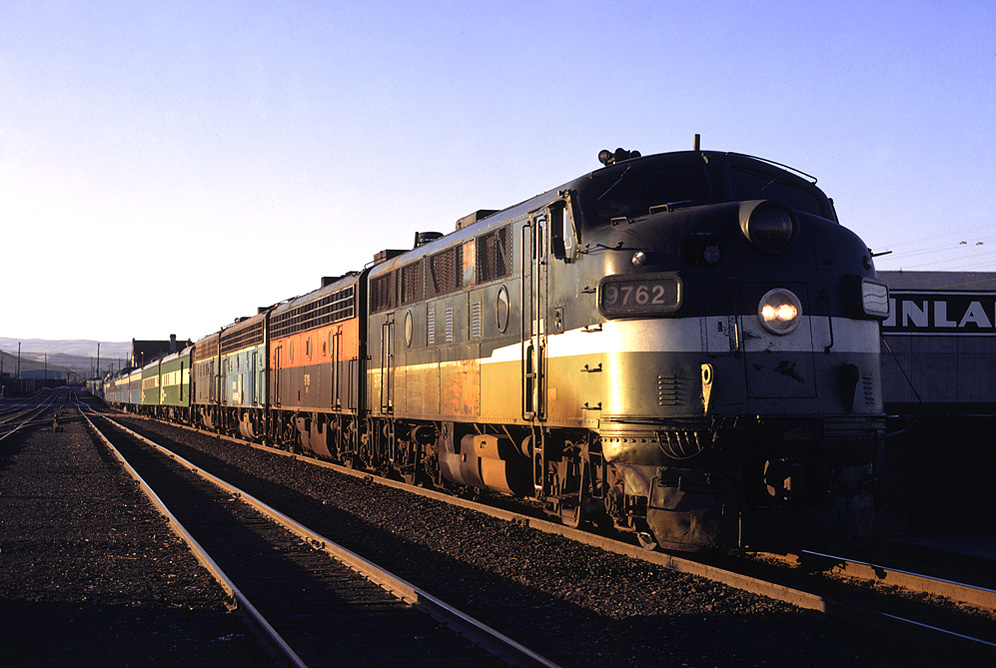
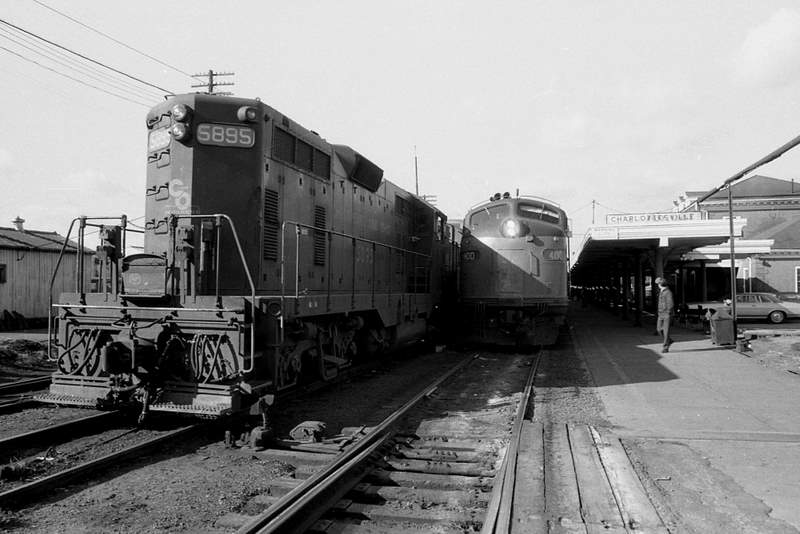
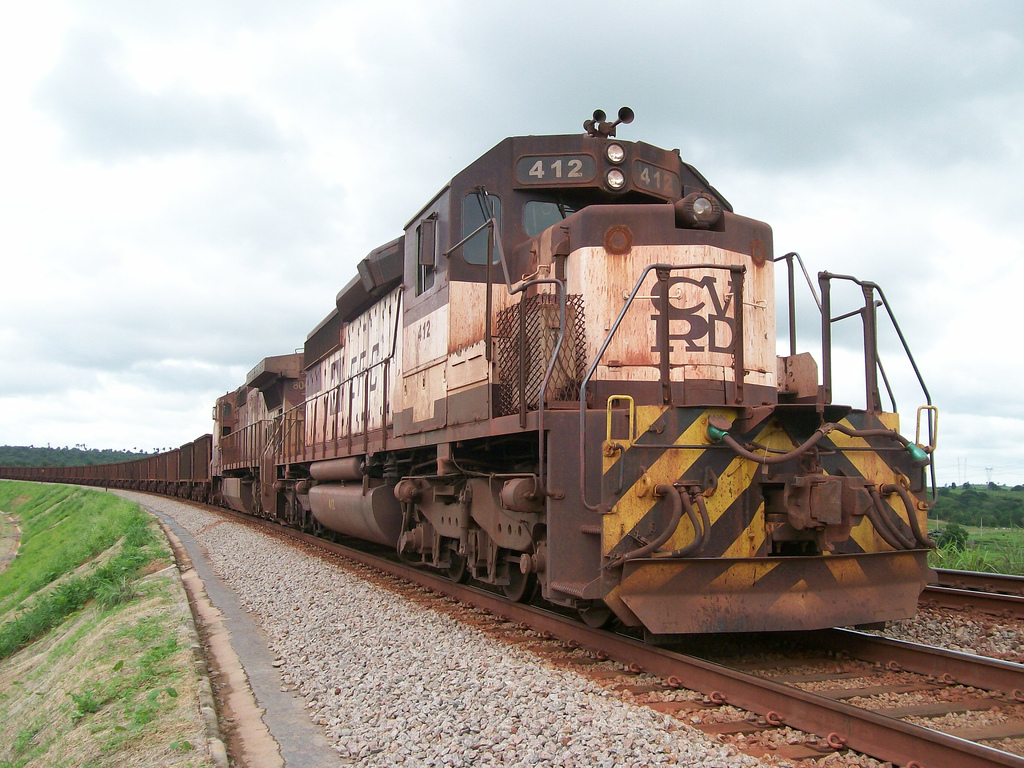
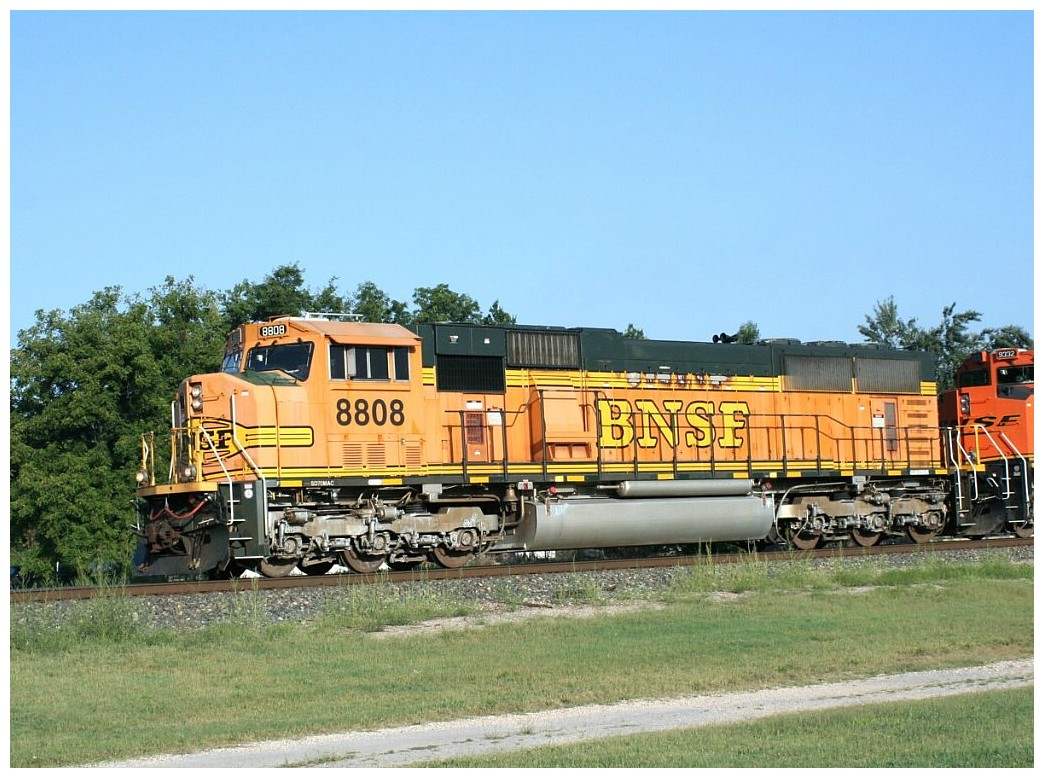
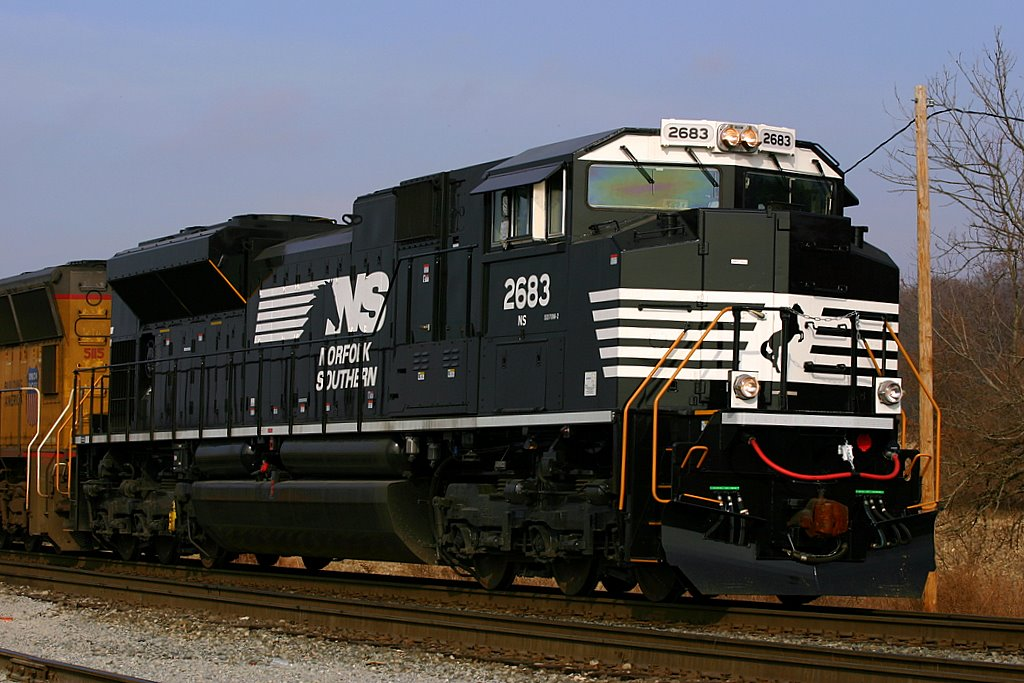
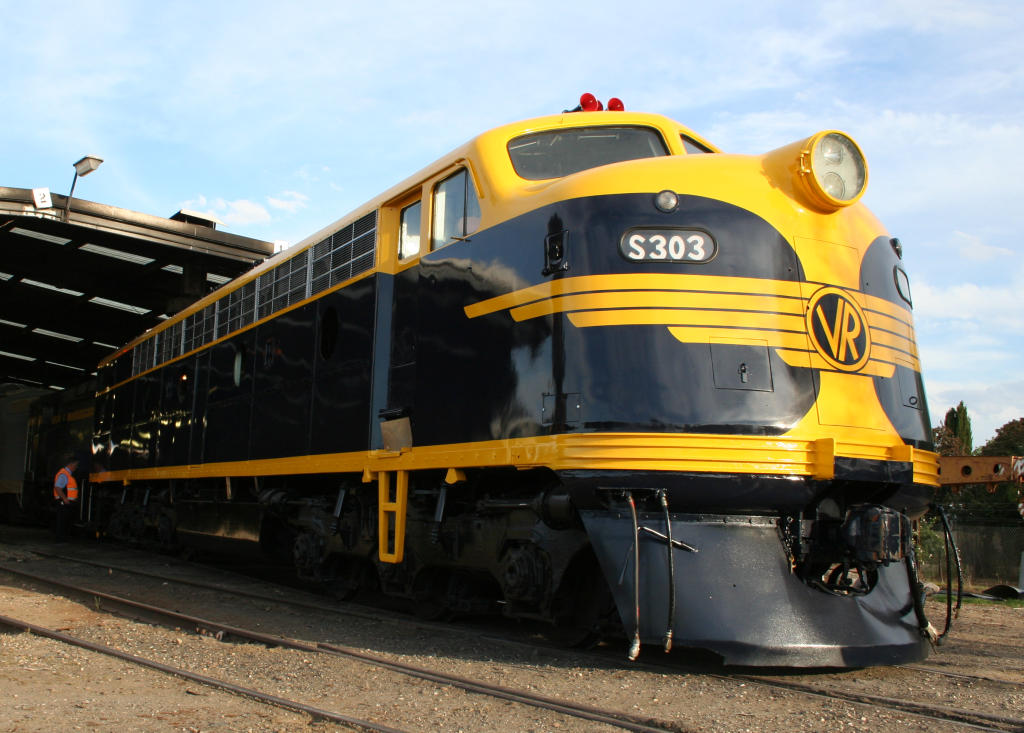